# Exosphaeroma studeri
Exosphaeroma studeri är en kräftdjursart som beskrevs av Vanhoeffen 1914. Exosphaeroma studeri ingår i släktet Exosphaeroma och familjen klotkräftor. Inga underarter finns listade i Catalogue of Life.